# Дарка
Дарка (груз. დარყა) — село в Грузії.
За даними перепису населення 2014 року в селі проживає 415 осіб.